# Centre Superior de Música del País Basc
El Centre Superior de Música del País Basc, "Musikene", en basc Euskal Herriko goi-mailako musika ikastegia i en castellà Centro Superior de Música del País Vasco, és una escola de música, d'educació superior, situada a Sant Sebastià, al País Basc. Va ser fundada el 2001 pel Govern basc mitjançant la creació d'una fundació privada.
L'escola es trobava al Palau de Miramar. El 2012 començà la construcció d'un nou edifici, que des del curs 2016-2017 acull l'escola, que es troba en ple campus d'Ibaeta de Sant Sebastià a la Universitat del País Basc (UPV-EHU). L'edifici és obra del gabinet GAZ Arquitectes. L'edifici, amb un cost de 20.790.000 d'euros, que ha exigit 38 mesos d'obra (des d'octubre de 2012 fins a desembre de 2015), i compta amb 13.096 metres quadrats distribuïts en soterrani, planta baixa i quatre plantes superiors.